# When Pierrot Met Pierrette
When Pierrot Met Pierrette és una pel·lícula muda estatunidenca produïda per l'Éclair America estrenada el 3 de desembre de 1913. Dirigida per Oscar A.C. Lund fou interpretada per ell mateix i per Alec B. Francis, Barbara Tennant i Julia Stuart, entre d'altres.

## Argument
La mare de Georgina Peters li recrimina constantment la seva manera de fer a la moda i vol que sigui com la seva germana Louise. Louise està enamorada de Chalmers, un home de mon però amb un cor malvat. Per la seva banda, Georgina està enamorada de Dick Rogers, un jove metge. Louise rep un valuós collaret i l'ensenya a Chalmers, el qual més tard planeja robar amb l'ajut de dos amics.
Rogers convida la mare de Georgina a casa seva per demanar-li la seva mà però ella s'hi nega. Rogers rep una carta de Georgina que li diu que la porti a la casa de la seva mare o que ella hi anirà pel seu compte. Al mateix temps, Chalmers en rep una altra de Louise, que diu que està disposada a fugar-se amb ell. Rogers compleix amb la sol·licitud i, després de passar una vetllada agradable, l'acompanya de manera segura a casa seva. Quan Georgina es retira aquella nit, se sorprèn de veure a la seva germana a punt de marxar. Les dues històries d'amor continuaran, una de les dues noies serà raptada i l'acció tindrà el seu punt culminant en un ball de màscares.

## Repartiment
- Barbara Tennant (Georgina Peters)
- Jack W. Johnston (Chalmers)
- Oscar A.C. Lund (Dick Rogers)
- Alec B. Francis (Brady)
- Julia Stuart (mare de Georgina)
- Rosa V. Koch (Louise, germana de Georgina)